# Nueva Guadalupe
Nueva Guadalupe é um município localizado no departamento de San Miguel, em El Salvador.